# Edward Hartwich
Edward Ignacy Hartwich (ur. 4 września 1954 w Mogilnie) – polski polityk, menedżer i samorządowiec, wicemarszałek województwa kujawsko-pomorskiego (2007–2014).

## Życiorys
W 1973 został absolwentem Liceum Ekonomicznego w Mogilnie. Studia ekonomiczne ukończył na Wydziale Nauk Ekonomicznych Uniwersytetu Mikołaja Kopernika w Toruniu. Odbył również podyplomowe studium administracji publicznej w Wyższej Szkole Pedagogicznej w Bydgoszczy (1993–1995) oraz podyplomowe studium polityki strategicznej w Szkole Głównej Handlowej w Warszawie (1997–1998).
W latach 1982–1988 pracował jako główny ekonomista i zastępca głównego księgowego w Wojewódzkim Przedsiębiorstwie Budowlanym w Inowrocławiu. Później objął stanowisko prezesa zarządu Powszechnej Spółdzielni Spożywców w Mogilnie. Funkcję tę pełnił do 1994. Od 1995 do 2004 kierował zarządem Przedsiębiorstwa Odzieżowego „Modus” w Bydgoszczy. W latach 2005–2007 pracował jako główny ekonomista w spółce prawa handlowego Precyzja w tym samym mieście.
W wyborach samorządowych w 2006 uzyskał mandat radnego Bydgoszczy. 23 kwietnia 2007 w tajnym głosowaniu na sesji sejmiku kujawsko-pomorskiego został zatwierdzony na stanowisku wicemarszałka województwa. W 2010 został wybrany na radnego województwa IV kadencji. 29 listopada tego samego roku ponownie wybrany na stanowisko wicemarszałka na okres kadencji 2010–2014. W 2014 nie uzyskał reelekcji w wyborach do sejmiku, odszedł w tym samym roku z zarządu województwa.
W 2015 wszedł w skład rady nadzorczej Portu Lotniczego Bydgoszcz. W 2016 powołany na stanowisko dyrektora Wojewódzkiego Szpitala Dziecięcego im. Józefa Brudzińskiego w Bydgoszczy. W 2022 został pełniącym obowiązki prezesa, a następnie prezesem zarządu spółki akcyjnej Port Lotniczy Bydgoszcz (nie zrezygnował przy tym z funkcji dyrektora WSD). Portem lotniczym kierował do 2023. W 2024 ponownie startował do sejmiku (z listy Koalicji Obywatelskiej), nie uzyskując mandatu; jeszcze w tym samym roku zrezygnował z możliwości jego objęcia.

## Życie prywatne
W 1977 zawarł związek małżeński z Elżbietą, z którą ma dwie córki: Martę i Monikę.